# Ерида (планета джудже)
136199 Ерѝда (с временно наименование 2003 UB313 преди номерирането) е транснептунов обект и втората най-голяма известна планета джудже в Слънчевата система след Плутон. Последвалата дискусия в астрономическата общност, дали това ще е десетата планета от Слънчевата система, завършва чак през август 2006 г., когато на XXVI конгрес на Международния астрономически съюз се приема нова дефиниция за планета, според която Плутон, Ерида, Макемаке, Хаумея и Церера са включени в нов клас — планети джуджета.
Първоначално тялото е наречено 2003 UB313. По-късно се тиражират различни съобщения, че то е наречено „Зина“ или „Лила“; но и двете наименования са използвани неофициално от откривателите, като нито едно от тях не е предложено пред Международния астрономически съюз. Поради споровете, които откриването на тялото внася в астрономическата общност относно дефиницията за планета, то е наречено на древногръцката богиня на раздора Ерида.
По размер Ерида е на девето място сред небесните тела, обикалящи около Слънцето, и на шестнайсето място сред всички тела на Слънчевата система, защото някои спътници на Юпитер и Сатурн са по-големи, вж. Списък на обектите в Слънчевата система по радиус. Към днешна дата размерът ѝ се оценява на 2326 ± 12 км в диаметър, с 50 км по-малък от Плутон.
Масата на Ерида е около 0,27% от масата на Земята и с около 27% повече от масата на Плутон, следователно тя е по-плътна от него.
Ерида има един естествен спътник — Дисномия.
Първоначалните наблюдения показват наличието на лед от метан на повърхността на обекта. Това прави 2003 UB313 по-подобен на Плутон, отколкото откритите преди това големи планетоиди по периферията на Слънчевата система.

## Откриване
2003 UB313 е открит от екипа Майкъл Браун, Чадуик Трухильо, и Дейвид Рабиновиц на 5 януари 2005 г., от снимки, направени на 21 октомври 2003 г., като откритието им (както на още два големи обекта от пояса на Кайпер – 2003 EL61 и 2005 FY9) е оповестено на 29 юли 2005 г.
Изследователският екип от няколко години систематично търси големи обекти в покрайнините на Слънчевата система и е допринесъл за откриването на няколко много големи транснептунови обекта, включително 50000 Кваоар и 90377 Седна. Обектът е заснет от екипа при рутинни наблюдения, проведени на 21 октомври 2003 г. с огледалния телескоп Самюел Осчин в обсерваторията Паломар, Калифорния. Но заснетият тогава обект не е бил открит до януари 2005 г., когато повторно анализиране на снимките от същата област разкрива бавното движение на обекта на фона на звездите около него. Последвалите наблюдения позволяват първоначално изчисляване на орбитата му, определяне на разстоянието и грубо определяне на размера.
Екипът е възнамерявал да обяви откритието едва след като бъдат направени допълнителни наблюдения, които да позволят по-точно определяне на размера и масата, но е бил принуден да избърза, след като са разбрали, че във вече публикувано от тях в интернет резюме има ключова дума, водеща до достъпните записи на един от ползваните телескопи, генерирани при тяхното наблюдение. Чрез използване на тези записи всеки е можел да установи координатите на обекта.

## Класификация
2003 UB313 е класифициран като обект от разредения диск (SDO) – категория от обекти, за които се смята, че са били разпръснати от главната част на пояса на Кайпер и отдалечени в необичайни орбити след гравитационни взаимодействия с Нептун. 2003 UB313 е най-отдалеченият познат обект в Слънчевата система. Той е на разстояние 97 астрономически единици от Слънцето, малко след като е преминавал през афелия си. Приблизително четиридесет познати ТНО (най-открояващи се (87269) 2000 OO67 и 90377 Седна), имат по-големи средни орбитални разстояния, но са по-близо до Слънцето, отколкото 2003 UB313. (вж. точка „Орбита“ по-долу за повече подробности)
Ерида е малко по-малка от Плутон. Някои астрономи смятат, че има голям брой неоткрити обекти от пояса на Кайпер с размера на Плутон или дори по-големи. Затова са били изказани опасения, че класифицирането на всички тези обекти като планети ще бъде нежелано и ненужно обременяване.
МАС преразглежда дефиницията на термина планета на своя XXVI конгрес в Прага. Преди да бъде изяснена дефиницията, МАС е считала обекти, открити на орбити по-големи от 40 AU, просто като част от групата на транснептуновите обекти.  Архив на оригинала от 2006-01-17 в Wayback Machine..

## Име
Първоначално обектът е носил временното наименование 2003 UB313. Следващата стъпка в идентификацията на обекта е било допълнителното потвърждение на орбитата и получаването на постоянен обозначителен номер. На конгреса на МАС в Прага се приема постоянното наименование Ерида за 2003 UB313. Според правилата, всички обекти от пояса на Кайпер трябва да бъдат наречени на божества от сътворението или подземния свят.
МАС се въздържа относно именуването на 2003 UB313, заявявайки, че обектът няма да получи официално име до определянето на статута му ((en))  Архив на оригинала от 2006-01-17 в Wayback Machine..
Откривателите му били внесли предложение за именуване на 2003 UB313, но според правилата на МАС името не е можело да бъде обявено публично. Екипът на Браун вече е бил нарушил това правило през 2003 г., когато обявил името „Седна“ за един планетоид, преди да бъде одобрено официално, довеждайки до недоволство в астрономическата общност. МАС по-късно отслабва правилата си и позволява по-експедитивен процес за големи открития, предизвикващи повишен интерес. ((en))  URL на интернет страницата на откривателския екип използва името „Планета Лила“ (в чест на новородената дъщеря на Майкъл Браун), а екипът неофициално нарича планетата с кодовото име „Зина“ от телевизионните серии Зина: Принцесата воин, но нито едно от двете имена не е предложено в МАС.
Два дни след оповестяване на откритието, Браун прави на сайта си някои намеци какво би могло да бъде името:
"Ако новооткритият обект попада под правилата за именуване на другите обекти от пояса на Кайпер, той трябва да носи името на фигура в митологията на сътворението. Ние решихме да опитаме и да следваме тази схема. […] Едно такова особено подходящо име би било Персефона. В гръцката митология Персефона е (насилствено отвлечената) жена на Хадес (римския Плутон), която прекарва под земята шест месеца всяка година. Новата планета обикаля по орбита, която може да се опише по подобен начин: половината време – в близост до Плутон, а през другата половина – доста по-далече. Името Персефона е използвано през 1985 г. за именуване на 399-ия познат астероид. Същото е положението с всеки друг гръцки или римски бог, покровител на каквото и да е. […] За щастие, по света има много митологични и духовни традиции. Досега ние именувахме обекти от пояса на Кайпер с имена на индиански и малки римски божества. Но предложеното от нас ново име се основава на различни традиции." 
По-късно на сайта си той добавя, че изглежда има разногласия вътре в МАС за статута на новооткрития обект и за това, кой комитет трябва да поеме одобряването на име. Комитетът, отговарящ за големите планети, е предложил именуването да продължи по гръко-римската традиция, ако обектът бъде определен като голяма планета. Браун е посочил в статия  Архив на оригинала от 2006-09-07 в Wayback Machine., че той би предложил името Персефона, ако тази традиция се запази, въпреки че името е дадено на 339-ия открит астероид.

## Орбита
2003 UB313 има орбитален период от около 557 години и се намира почти в най-отдалечената си точка от Слънцето (афелий), на около 97 астрономически единици (AU) от Земята. Също като Плутон, орбитата му е силно ексцентрична и го довежда в рамките на 35 AU до Слънцето в перихелия (Разстоянието на Плутон до Слънцето варира от 29 до 49,5 AU, докато Нептун обикаля точно на 30 AU). За разлика от планетите от земен тип и газовите гиганти, чиито орбити са приблизително в същата равнина като земната, орбитата на 2003 UB313 е силно наклонена под ъгъл от около 44 градуса спрямо еклиптиката.
Новооткритият обект е достатъчно ярък с видима величина 19, за да бъде видим дори и с някои любителски телескопи. Той е труден за наблюдение, но телескоп с 20 см обектив или огледало, снабден със CCD, ще може да заснеме 2003 UB313 в тъмно небе. Причината да не бъде забелязан дотогава е голямата инклинация на орбитата му, а повечето търсения за външни обекти от Слънчевата система са съсредоточени по равнината на еклиптиката, където се намира повечето материал.

## Размер
Яркостта на обект в слънчевата система зависи както от размера му, така и от това, каква част от светлината отразява (албедото му). Ако са известни разстоянието до обекта и албедото му, диаметърът му може да бъде лесно определен от видимата му звездна величина, като по-високо албедо съответства на по-малък радиус. Понастоящем албедото на 2003 UB313 не е известно, и неговият реален размер все още не е установен. Все пак, астрономите са изчислили, че дори да отразява цялата попаднала върху повърхността му светлина (максимално албедо от 1,0), новооткритият обект трябва да бъде голям 2210 km, тоест, почти колкото Плутон. Ако има същото албедо като Плутон – 0,6, то диаметърът му би бил 2860 km, което е 125% от Плутон.
Наблюдения с космическия телескоп Спицър е трябвало да дадат горна граница за размера на 2003 UB313. Първата серия от наблюдения, през август 2005 г., не успява да засече новооткрития обект поради човешка грешка в насочването. Веднага след установяване на неуспеха са насрочени следващи наблюдения за 25 август и 26 август 2005 г. ((en))  Архив на оригинала от 2005-12-02 в Wayback Machine..
За по-точно определяне радиуса на 2003 UB313, на екипа е отпуснато време за наблюдение с космическия телескоп Хабъл. На разстояние от 97 AU обект с радиус 3000 km би имал ъглов размер от около 40 милидъгови секунди, директно измерими с Хабъл. Макар че разпознаването на толкова малки обекти е точно на границата на възможностите на Хабъл, чрез използването на методи за обработване на изображение като деконволюция може доста точно да се измери ъгловият размер. С помощта на този метод, използвайки инструмента за заснемане Advanced Camera for Surveys (ACS) на борда на телескопа, екипът определя размера на 50000 Кваоар,

## Повърхност
Екипът, открил 2003 UB313, след първоначалното идентифициране провежда през 25 януари 2005 г. спектрален анализ с помощта на северния осемметров телескоп Джемини, намиращ се на Хавай. Инфрачервената светлина от обекта разкрива присъствието на лед от метан, показвайки, че повърхността на 2003 UB313 е доста сходна с тази на Плутон, единствения дотогава познат обект от пояса на Кайпер, показващ присъствие на метан. Спътникът на Нептун Тритон е вероятно свързан с обектите от пояса на Кайпер и също има метан на повърхността си. За разлика от червеникавия оттенък на Плутон и Тритон, 2003 UB313 изглежда почти сив. Причината цветовете да са толкова различни все още не е известна.
Метанът е много летлив и наличието му показва, че 2003 UB313 винаги се е намирал в отдалечените краища на Слънчевата система, където е достатъчно студено, за да съществува лед от метан. Това контрастира с наблюденията на друг открит обект от пояса на Кайпер, 2003 EL61, които показват лед от вода, но без следи от метан.

### Съобщения до медиите
- ((en)) Обсерваторията Джемини показва че повърхността на 10-ата планета е сходна с тази на Плутон
- ((en)) Колтех изявление, 7/29/2005 „Учени откриха десета планета“.
- ((en)) JPL изявление Архив на оригинала от 2012-07-24 в Wayback Machine.
- ((en)) НАСА – Съобщение до медиите относно откриването на десетата планета
- ((en)) Съобщение относно опита на телескопа Спитзър отново да заснеме 2003 UB313 Архив на оригинала от 2005-12-02 в Wayback Machine.

### Медийно покритие
- ((en)) Открита е десета планета в Слънчевата система – NewScientistSpace.com
- ((en)) Астрономи откриха „десета планета“ Архив на оригинала от 2008-12-03 в Wayback Machine.
- ((en)) По-голяма от Плутон, възможно десета планета – Планетарно общество
- ((en)) Открита е десетата планета! – spaceflightnow.com
- ((en)) Открит е обект по-голям от Плутон – space.com
- ((en)) Астрономи засичат „десета планета“ – BBC News
- ((en)) Астрономите ще решават какво е планета – Списание Nature (nature.com)
- ((en)) Вашите десет имена за десетата планета – 8 август 2005 г., (NewScientist.com)
- ((en)) Не съществуват правила за именуване на планети Архив на оригинала от 2006-09-07 в Wayback Machine. – Pasadena Star News